# Гебзе
Гебзе (на турски: Gebze) е град във вилает Коджаели, Турция. Намира се на 65 км югоизточно от Истанбул, в залива Измит, източния ръкав на Мраморно море. Гебзе е най-големият град според броя на населението във вилаета към 2020 г. — надхвърляйки Измит, столицата на вилаета. През последните години Гебзе отбеляза бърз растеж от 159 116 жители през 1990 г. до 392 945 през 2018 г.
През 183 г. пр.н.е. в древното пристанище Либиса (дн. Дилишкелешъ в Гебзе) се самоубива картагенският пълководец Ханибал Барка.